# Riddes
Riddes är en ort och kommun i distriktet Martigny i kantonen Valais, Schweiz. Kommunen har 3 701 invånare (2023).
I kommunen ligger även byn Auddes-sur-Riddes, vintersportorten La Tzoumaz och Ecône med Prästbrödraskapet S:t Pius X:s internationella prästseminarium.